# باج-لو-شاتيل
باج-لو-شاتيل (بالفرنسية: Bâgé-le-Châtel)‏ هي بلدية فرنسية تقع في إقليم الآن في فرنسا. رمز إنسي لها هو:1026. أما الرمز البريدي لها فهو: 1380.

## توأمة
لباج-لو-شاتيل (آن) اتفاقيات توأمة مع:
- باد فالدزيه